# Tieropfer

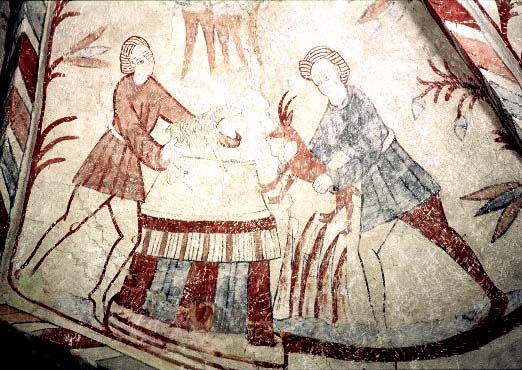
Opfer von Kain (Garben) und Abel (Ziege). Deckenmalerei in der Säby-Kirche, Tranås, Schweden, von Meister Amund, um 1500

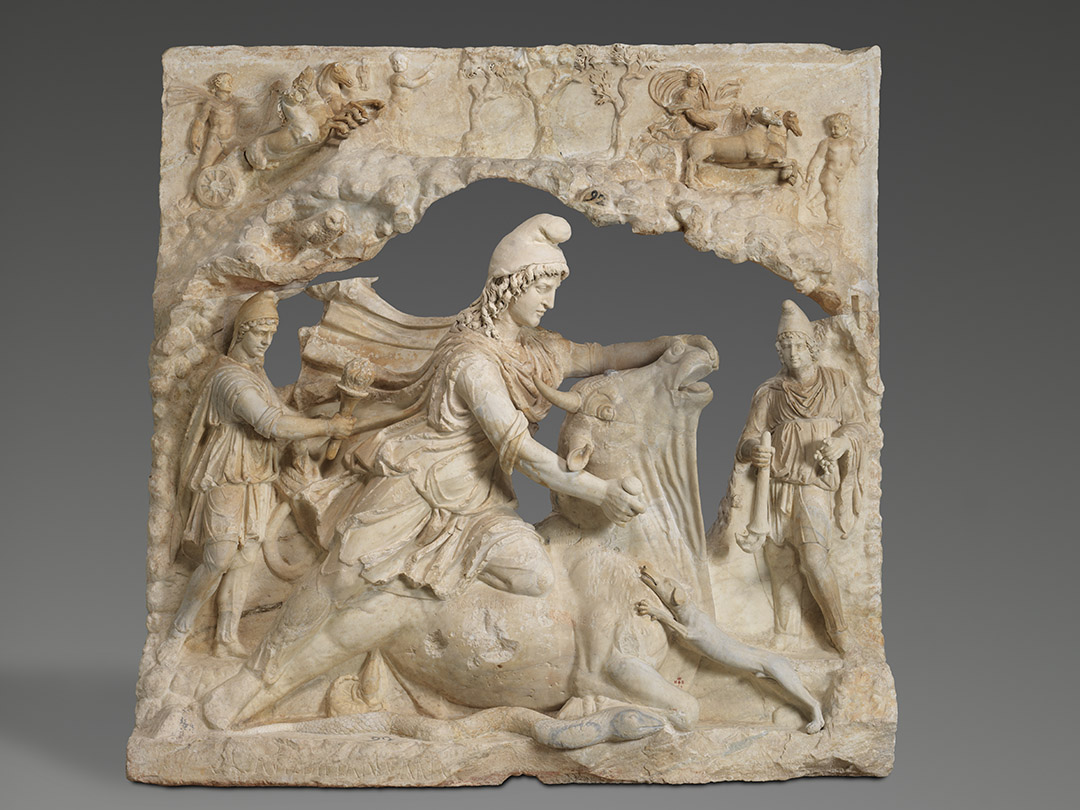
Stieropfer im Mithraismus

Als Tieropfer bezeichnet man die Tötung eines Tieres aus rituellen oder religiösen Gründen. Tieropfer wurden weltweit in sehr vielen Kulturen und Religionen aus unterschiedlichen Gründen vollzogen. Manchmal gingen die Bräuche aus alten Jagdritualen sowie rituellen Schlachtungen hervor, in anderen Fällen ersetzten sie zeitlich vorher praktizierte Menschenopfer.

## Opferpraktiken
Opfertiere werden einer Gottheit oder einer Naturgewalt geweiht und dieser symbolisch übergeben. In manchen Kulturen wurden die Kadaver der Opfertiere zur Verwitterung zurückgelassen und verschmäht; in anderen Kulturen wurden die Opfertiere hinterher konsumiert. Besondere Bedeutung kam der stark ritualisierten Opferung in Kulturen zu, die die Tiere nach der Opferung mumifizierten und haltbar machten.

## Tieropfer in der Geschichte
Tieropfer wurden schon in der Vorgeschichte praktiziert. Sie wurden bei Homer und in der Bibel erwähnt. In der griechischen und römischen Kunst gibt es zahlreiche Bilder, auf denen Opferungsszenen von Tieren zu sehen sind. Beispielsweise gehört das Bukranion oder Aigikranion dazu. Besonders häufig ist die Opferung des Stieres, der kultische Verehrung genoss, aber auch die von Schaf bzw. Widder oder Ziege. Die Opferung eines Tieres an Gott oder die Götter ist Teil einer religiösen Handlung.
Bei Völkern, denen Archäologen zusätzlich Menschenopfer nachweisen konnten, wie den Inka, waren Tieropfer ebenfalls üblich. Für rituelle Opfergaben war das Lama das wichtigste Opfertier. Die Bewohner des Inka-Reiches versenkten ihre Opfertiere unter anderem in verzierten Steinkisten im Titicacasee, wobei opfernde Familien ihr Ansehen so öffentlichkeitswirksam steigerten.
Eingeweide geopferter Tiere werden auch für die Hieroskopie (auch Hieromantie) verwendet, ein Verfahren des Wahrsagens aus Opfergaben. 
Eine besondere Form des Tieropfers ist das im Untergrund eines zu errichtenden Gebäudes abgelegte Bauopfer, mit dem Unglück von den künftigen Bewohnern ferngehalten werden sollte.

## Tieropfer heute
Zahlreiche Kulturen praktizieren auch heute noch Tieropferungen oder erhalten Traditionen mit Opfercharakter. Jedoch opfert keine Weltreligion heute noch Tiere im ursprünglichen Sinn, bei dem das Tier vollständig der Gottheit geweiht wird und sonst keine weitere Bedeutung hat.
- Im Buddhismus werden Tieropfer generell abgelehnt und durch symbolische Handlungen ersetzt. Ähnliches gilt für den Hinduismus, der jedoch Ausnahmen kennt wie etwa Hühner- oder Ziegenopfer im Kalitempel in Kolkata sowie beim Dakshinkali-Tempel in Nepal; zum Fest der Göttin Durga werden dort manchmal auch Wasserbüffel geopfert.
- Tieropferungen werden heute im Christentum überwiegend abgelehnt, nur in der armenischen Kirche hat sich mit dem Matagh (ursprünglich Osterlamm) ein frühchristlicher Opferbrauch erhalten. Die Eucharistie kann als ein historisches Rudiment einer Opferhandlung gedeutet werden, steht aber kanonisch bereits seit der ausgehenden Antike nicht mehr in dieser Funktion.
- Das rabbinische Judentum opfert keine Tiere, stellt aber für die Schlachtung (Schächten) religiöse Regeln auf, ohne die das Fleisch symbolisch an Wert verliert. Auch in dieser Tradition ist der Opfercharakter der Schlachtung nur noch rudimentär enthalten. Der alttestamentliche Abraham opfert einen Widder anstatt des von Gott geforderten Isaak, was heute als die zeitgenössische Beschreibung des Übergangs vom Menschen- zum Tieropfer gedeutet werden kann.
- Im Islam werden Schlachtungen von Schafen, Ziegen, Rindern oder Kamelen zu rituellen Anlässen bis heute praktiziert – in großem Maßstab im Opferfest Id ul-Adha, wobei das Fleisch oft hinterher dem Handel zugeführt oder kostenlos an Bedürftige verteilt wird. Diese Schlachtungen werden aus der Geschichte der Religion oder mit lokalen Traditionen begründet und je nach Glaubensrichtung in sehr unterschiedlichen Formen durchgeführt.